# 왕게
왕게(red king crab)는 킹크랩, 왕게과 왕게속에 딸린 동물이다. 베링해 고유종으로 다리 폭이 1.8 미터에 달하는 대형종이다. 주요 어업의 대상이 된다. 학명은 파랄리토데스 캄차카티쿠스(Paralithodes camtschaticus)이다.

## 외형
대게(red king crab)는 왕게의 가장 큰 종 중 하나이다. 왕게는 등껍질 폭은 28cm 까지, 다리는 1.8m, 무게는 12.7kg까지 자랄수 있다.
수컷은 암컷보다 크게 자란다. 오늘날 왕게는 등껍질이 드물게 17cm를 능가하기도 한다.  베링해 (bering sea)의 수컷 킹크랩의 무게는 평균 2.9 kg (6.4 lb)이다.
왕게(red king crab)는 생물의 색보다 조리했을시 잘 나타나는 버건디색(진홍색)을 따 이름지어졌다.

## 분포
왕게(red king crab)의 원산지는 캄차카 반도(Kamchatka Peninsula)로 둘러싸이고 알래스카와 이웃한 북태평양의 베링해(Bering Sea)이다. 왕게(red king crab)는 1960년대에 유럽에 새롭고 희귀한 어획물을 제공하려는 소련 (소비에트 연방) 에 의해 무르만스크 피오르(Murmansk Fjord)와 바렌츠 해(Barents sea)에 인위적으로 유입되었다. 왕게(red king crab)는 수온 -1.8°C에서 12.8°C 의 범위, 전형적으로 3.2°C 와 5.5°C 사이에서 발견된다. 왕게의 생존가능한 깊이는 개체의 수명에 좌우된다. 갓 부화한 게들(zoea larvae)들은 먹이와 보호받을 곳이 풍부한 수심이 얕은 곳에 산다. 주로 두 해가 지난 게들은 수심 20-25m 로 이동하여 수백마리의 게들의 밀집을 형성(podding)한다. 성체가 된 게들은 주로 수심 200m 이상에 있는 모래나 진흙 기반의 영역에서 발견된다. 성체의 게들은 겨울이나 초 봄에 짝짓기를 위해 얕은 곳으로 이동하지만 생존기간의 대부분은 먹이활동을 하는 수심이 깊은 곳에서 보낸다.

## 어장

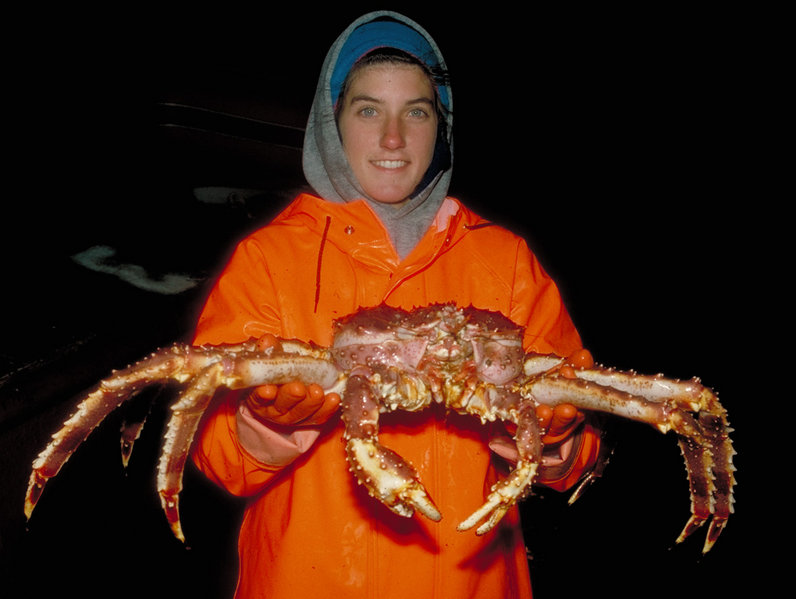

왕게(Red king crab)는 상업적으로 가장 인기있는 왕게(king crab) 종 가운데 하나이며, 단위 무게당 가격이 가장 많이 나간다. 베링해(Bering sea)와 노턴 사운드(Norton Sound), 알래스카(Alaska) 지역에서 가장 많이 잡히긴하나, 잡기 힘들다. 그럼에도 불구하고 가장 선호되는 게들 중 하나이다.
왕게(Red king crab)은 극동 연안수 지역에서 개체수가 지속적으로 감소하고 있다. 남획, 수온 상승, 포식자 증가 등의 몇가지 이론이 있지만 원인이 명확하지 않다. 1980년대와 2000년대에 미국에 의한 어획량 제한이 실행되었으나 감소세를 꺾는 것은 실패하고 있다.

### 유럽
1960년대에 소련이 왕게를 북태평양에서 무르만스크 피오르로 운송해 왔으나 생존에 적합하지 않았다. 그 중 살아남은 왕게 무리가 흘러가 야생에서 퍼지고 번식했다.
노르웨이에서는 1977년에 처음 출몰했다.
베링해에서 왕게는 침입종이었고 개체가 기하급수적으로 늘어났다. 이는 현지의 환경학자들과 어부들에게 큰 문제거리가 되었다. 왕게가 보이는 모든것을 먹고 매우 빠르게 번식하며 대부분의 해저 생물을 먹어치워 불모지로 만들었기 때문이다. 1960년대에 유입된 이후로 노르웨이 해안선을 따라 번식하여 스발바드(Svalbard)지역까지 도달했고 노르웨이 해안의 남쪽으로 퍼져가고 있다. 몇몇 과학자들은 왕게가 일년에 50 km씩 영역을 넓혀간다고 말한다. 노르웨이에서는 왕게를 스탈린(Stalin)의 게라고 불리기도 한다.

## 생리학
성체가 된 암컷들은 알이 부화준비가 될때까지 4°C 부근의 따뜻한물에 머문다. 수컷은 에너지를 보존하기 위해 비교적 찬물(1.5°C°정도)에 머문다. 봄이 되면 암컷왕게는 탈피와 알을 낳기 위해 얕은 해안가로 이동한다. 수컷은 탈피 전에 얕은물의 암컷 무리에 합류한다. 여름이 되면 이 게들은 여름철의 수온약층 아래의 깊은 물속에서 보낸다. 수온약층이 사라지면 왕게는 다시 암컷이 앞선 산란에서 수정된 알을 낳을때까지 머무는 중간 깊이의 물속으로 돌아간다.
왕게는 다양한 온도에서 살수 있지만 성장에는 영향을 받는다. 외부온도가 8°C 아래로 떨어지면 유기체의 성장과 탈피가 느려진다. 12°C 부근에서는 보다 빠르게 탈피를 할 수 있다.
전반적으로 왕게는 필수적 기능과 먹이 활동 능력을 보유하고 있기 때문에 염도변화에 대한 높은 수용능력을 가지고 있다. 그럼에도 유생과 성체의 내염성의 차이는 보여진다. 유생의 용적 조절이 훨씬 잘 되기에 저염도에 조금 더 내성이 있다.